# Alchemilla longituba
Alchemilla longituba é uma espécie de rosácea do gênero Alchemilla, pertencente à família Rosaceae.